# Christian August Brandis
Christian August Brandis, född den 13 februari 1790 i Holzminden, död den 21 juli 1867 i Bonn, var en tysk filolog och filosof, son till Joachim Dietrich Brandis.
Brandis blev 1812 filosofie doktor i Köpenhamn, flyttade 1815 till Berlin och var 1816, under Barthold Georg Niebuhr, sekreterare vid den preussiska beskickningen i Rom. År 1817 lämnade han denna plats för att jämte Immanuel Bekker samla materialier till den av vetenskapsakademien i Berlin föranstaltade upplagan av Aristoteles samlade skrifter (1831-36). 
År 1821 blev han professor i filosofi i Bonn. Tillsammans med Niebuhr utgav han "Rheinisches Museum für Philologie, Geschichte und griechische Philosophie" (1827-30). Som kabinettsråd hos kung Otto av Grekland vistades Brandis 1837-39 i Aten. Som filosof var han djupast påverkad av Platon och Schleiermacher, men även av Jacobi och Friedrich von Schelling.